# Renan Souza Diniz
Renan Souza Diniz oder kurz Renan Diniz (* 27. Februar 1993 in São Paulo) ist ein brasilianischer Fußballspieler.

## Karriere
Renan Diniz startete seine Profikarriere bei Rio Claro FC. Nachdem er 2014 an den Oeste FC ausgeliehen worden war, wechselte er im Sommer 2015 zu Red Bull Brasil. Zum Jahresende zog Renan Diniz zu CA Bragantino weiter.
Zur Saison 2016/17 verpflichtete ihn der südtürkische Aufsteiger Adanaspor aus der türkischen Süper Lig.